# Xiphorhynchus triangularis
Xiphorhynchus triangularis là một loài chim trong họ Furnariidae.